# Las analfabetas
Las analfabetas  es una película chilena de 2013, dirigida por Moisés Sepúlveda y con un guion escrito por el mismo Sepúlveda y Pablo Paredes Muñoz, autor también de la aclamada obra teatral en que se basa.  Fue seleccionada para ser presentada como cierre en la Semana de la Crítica del Festival Internacional de Cine de Venecia, 2013 y en el SANFIC del mismo año, donde obtuvo los premios de Mejor Película Chilena y el Premio del Público

## Argumento
Ximena es una mujer adulta que vive sola en un sencillo departamento, ajena al mundo que la rodea por ser analfabeta, algo que la avergüenza. Sin mucha convicción acepta la ayuda de Jackeline, una joven egresada de Educación, que le brindará asistencia para aprender a leer y así poder enterarse del contenido de una carta que le dejó su padre. La relación entre las dos mujeres devendrá en un aprendizaje mutuo que irá más allá del tema de la lectura, y arrojará luces que justificarán el plural  "analfabetas" con que se tituló la película.     

## Reparto
- Paulina García
- Valentina Muhr

## Premios y nominaciones
- Santiago Festival Internacional de Cine 2013[4]
  - Mejor Película chilena: Las analfabetas, Ganadora
  - Premio del Público: Las analfabetas, Ganadora

- Festival Internacional de Cine de Mar del Plata 2013[5]
  - Mejor Película: Las analfabetas, Nominada
  - Premio Feisal: Las analfabetas, Ganadora

- Festival de Cine Iberoamericano de Huelva 2013[6]
  - Mejor Opera Prima: Las analfabetas, Ganadora

- Festival Internacional de Cine de Chicago 2013[7]
  - Mejor Nuevo Director: Moisés Sepúlveda, Nominado

- Festival de Cine de Gramado 2014[8]
  - Mejor Película: Las analfabetas, Nominada
  - Mejor Director: Moisés Sepúlveda, Ganador
  - Mejor Actriz: Paulina García y Valentina Muhr, Ganadoras
  - Mejor Cinematografía: Arnaldo Rodríguez, Ganador

- Premio Iberoamericano de Cine Fénix 2014[9]
  - Mejor Actriz: Paulina García, Nominada

- Premios Platino 2015[10]
  - Mejor Actriz: Paulina García, Nominada

- Las analfabetas ha sido invitada a participar en más de 30 Festivales de Cine de varios países, incluido Chile, donde ha logrado una recepción exitosa sumado al gran interés que siempre despierta la opera prima de un joven director.[11]